# Винс, Пруитт Тейлор
Пруитт Тейлор Винс (англ. Pruitt Taylor Vince; род. 5 июля 1960) — американский актёр кино и телевидения.

## Ранние годы
Винс родился 5 июля 1960 года в Батон-Руже, Луизиана.
Он начал заниматься актёрством по ошибке. Когда он учился в старших классах школы, в компьютерной сети произошёл сбой, в результате чего он оказался в числе студентов актёрского класса, который позже успешно окончил. Учился  в Университет штата Луизиана,

## Карьера
Винс дебютировал в фильме Джима Джармуша «Вне закона», но сцены, в которых он появился, были вырезаны из фильма. Обычно он играл второстепенные роли во множестве известных фильмов, включая тупого члена организации «Ку-клукс-клан» в фильме «Миссисипи в огне», Ли Бауэрса в фильме «Джон Ф. Кеннеди. Выстрелы в Далласе», и лучшего друга главного героя фильма «Без дураков». Он также снялся в фильме Джузеппе Торнаторе «Легенда о пианисте», вместе с Тимом Ротом. Его первой главной ролью стала работа в независимом фильме Джеймса Мэнголда «Тяжёлый», где он сыграл милого, тихого полного повара, который был тайно влюблён в официантку (Лив Тайлер).
Винс часто играл как героических, так и отрицательных персонажей, таких как привлекательного владельца маленького городского паба в фильме «Красивые девушки», серийного убийцу с раздвоением личности в фильме «Идентификация» (второе сотрудничество с режиссёром Мэнголдом), растрёпанного обозревателя сплетен в фильме «Симона», и напыщенного шерифа в фильме «Сестричка Бетти». Его можно также увидеть в фильме «Любовь с нулевого уровня» в роли Уолтера. Винс также играл полицейского в фильме «Сердце Ангела», помощника похитителя в фильме «24 часа», и начальника в фильме Оливера Стоуна «Прирождённые убийцы».
В 1997 году Винс получил премию «Эмми» как лучший приглашённый актёр в драматическом сериале за его роль серийного убийцы Клиффорда Бэнкса во втором сезоне сериала «Одно убийство». Также он играл в фильме «Константин: Повелитель тьмы», неонуаре «Фарфоровая луна» и психологическом триллере «Лестница Иакова».
Также Пруитт Тейлор появлялся в гостевых ролях в таких сериалах как «Дедвуд», «Шпионка», «Секретные материалы», «Полиция Майами», «Квантовый скачок», «C.S.I.: Место преступления» и «Горец». В 2011 году он сыграл роли Отиса в сериале «Ходячие мертвецы». В 2006 году Пруитт Тейлор получил гостевую роль пациента, страдающего от лишнего веса, в медицинской драме канала Fox «Доктор Хаус». С 2010 по 2014 год актёр играл Джей Джея Лароша в телесериале «Менталист». В 2012 году Пруитт Тейлор снялся в эпизоде сериала «Правосудие», а в 2017 — эпизоде сериала «Очень странные дела».

## Личная жизнь
Первый брак Пруитта Тейлора закончился разводом. В 2003 году Винс женился на Джулианне Маттелиг.
В некоторых фильмах можно заметить, что его глаза непроизвольно двигаются, это связано с нистагмом, при котором происходит непроизвольное движение глаз человека.

## Фильмография
| Список ролей в кино и на телевидении | Список ролей в кино и на телевидении | Список ролей в кино и на телевидении | Список ролей в кино и на телевидении         |
| Год                                  | Фильм                                | Роль                                 | Примечания                                   |
| ------------------------------------ | ------------------------------------ | ------------------------------------ | -------------------------------------------- |
| 1987                                 | Сердце Ангела                        | Детектив Деймос                      |                                              |
| 1987                                 | Стыдливые люди                       | Пол                                  |                                              |
| 1987                                 | Пьянь                                | Джо                                  |                                              |
| 1988                                 | Красная жара                         | Ночной клерк                         |                                              |
| 1988                                 | Полиция Майами                       | Круз                                 | Эпизод «Bad Timing»                          |
| 1988                                 | Миссисипи в огне                     | Лестер Коуэнс                        |                                              |
| 1989                                 | К-9                                  | Бенни                                |                                              |
| 1989                                 | Я знаю, что моё имя Стивен           | Ирвинг Мёрфи                         | телефильм                                    |
| 1989                                 | Гомер и Эдди                         | кассир                               |                                              |
| 1990                                 | Дикие сердцем                        | Бадди                                |                                              |
| 1990                                 | Приди узреть рай                     | Оги Фаррелл                          |                                              |
| 1990                                 | Лестница Иакова                      | Пол                                  |                                              |
| 1991                                 | Джон Ф. Кеннеди. Выстрелы в Далласе  | Ли Бауэрс                            |                                              |
| 1992                                 | Квантовый скачок                     | Хэнк Пилчер                          | Эпизод «Moments to Live — May 4, 1985»       |
| 1993                                 | Фарфоровая луна                      | Дэрил Джитерс                        |                                              |
| 1993                                 | Прирождённые убийцы                  | Шериф Кавана                         |                                              |
| 1993                                 | Без дураков                          | Руб Скуирс                           |                                              |
| 1994                                 | Тяжёлый                              | Виктор Модино                        |                                              |
| 1994                                 | Горец                                | Майки                                | Эпизод «The Innocent»                        |
| 1996                                 | Красивые девушки                     | Стэнли Вумэк                         |                                              |
| 1996                                 | Секретные материалы                  | Джерри Шнауц                         | Эпизод «Unruhe»                              |
| 1997                                 | Холод в сердце                       | Джонни Костелло                      |                                              |
| 1998                                 | Доктор Дулиттл                       | Пациент в Хаммерсмите                | в титрах не указан                           |
| 1998                                 | Легенда о пианисте                   | Макс Туни                            |                                              |
| 2000                                 | Сестричка Бетти                      | Баллард                              |                                              |
| 2000                                 | Клетка                               | доктор Рид                           |                                              |
| 2002                                 | Тринадцать лун                       | Оуэн                                 |                                              |
| 2002                                 | Симона                               | Макс Сэйер                           |                                              |
| 2002                                 | 24 часа                              | Марвин                               |                                              |
| 2003                                 | Идентификация                        | Малкольм Риверс                      |                                              |
| 2003                                 | Монстр                               | Джин                                 |                                              |
| 2003                                 | Шпионка                              | Кэмпбелл/Шапкер                      | Эпизод «Breaking Point»                      |
| 2004                                 | C.S.I.: Место преступления           | Марти Глисон                         | Эпизод «Swap Meet»                           |
| 2005                                 | Константин: Повелитель тьмы          | отец Хеннеси                         |                                              |
| 2005—2006                            | Дедвуд                               | Мос Мануел                           | 10 эпизодов                                  |
| 2006                                 | Доктор Хаус                          | Джордж                               | Эпизод «Que Será Será»                       |
| 2007                                 | Похищение                            | Бен Декстер                          |                                              |
| 2008                                 | Эхо                                  | Джозеф                               |                                              |
| 2009                                 | Травка                               | Большой Джо Шарп                     |                                              |
| 2009                                 | Дон Маккей                           | Мел                                  |                                              |
| 2009                                 | Медиум                               | Питер Винат                          | Эпизод «Deja Vu All Over Again»              |
| 2010                                 | Мемфис Бит                           | Мартин Мэттьюс                       | Эпизод «I Want to Be Free»                   |
| 2010—2014                            | Менталист                            | Дж. Дж. Ларош                        | 11 эпизодов                                  |
| 2011                                 | Липучка                              | Уайатт «Джелли» Дженкинс             |                                              |
| 2011                                 | Плащ                                 | Гогглс                               | Эпизод «Goggles and Hicks»                   |
| 2011                                 | Сумасшедшая езда                     | Рой                                  |                                              |
| 2011                                 | Как по маслу                         | Нед Итэн                             |                                              |
| 2011                                 | Ходячие мертвецы                     | Отис                                 | Эпизоды «Bloodletting» и «Save the Last One» |
| 2012                                 | Правосудие                           | Глен Фогл                            | Эпизод «Harlan Roulette»                     |
| 2012                                 | Кости                                | Хейз Джексон                         | Эпизод «The Prisoner in the Pipe»            |
| 2012                                 | Гавайи 5.0                           | Ричард Бранч                         | Эпизод «Ha’alele»                            |
| 2013                                 |                                      |                                      |                                              |
| Последний рубеж                      | Уэркс                                |                                      |                                              |
| Путешественник скорби                | Карл Марзнеп                         |                                      |                                              |
| Прекрасные создания                  | Мистер Ли                            |                                      |                                              |
| 13 грехов                            | Воглер                               |                                      |                                              |
| 2014                                 | Настоящая кровь                      | Финн                                 | 5 эпизодов                                   |
| 2015                                 | Дары смерти                          | Рэй Смайл                            |                                              |
| 2015                                 | Герои: Возрождение                   | Каспер Абрахам                       |                                              |
| 2017                                 | Очень странные дела. Сезон 2         | Рэй Кэрол                            | Эпизод «Chapter Seven: The Lost Sister»      |
| 2017                                 | Агенты «Щ.И.Т.»                      | Грилл                                | 4 эпизода                                    |
| 2018                                 | Птичий короб                         | Рик                                  | Rick                                         |
| 2025                                 | Супермен                             | Джонатан Кент                        | Приемный Отец Кларка Кента (Супермена)       |